# Camilla Belle
Camilla Belle Routh (Los Angeles, 2 ottobre 1986) è un'attrice statunitense di origine brasiliana.

## Biografia

### Primi anni
Nata a Los Angeles, figlia dello statunitense Jack Wesley Routh, imprenditore edile e compositore di musica country, e della brasiliana Cristina, stilista, ha studiato alla St. Paul the Apostle Catholic School ed in seguito alla Marlborough School, prestigiosa scuola esclusivamente femminile. Parla inglese, portoghese e spagnolo.

### Carriera
All'età di cinque anni debutta in televisione, recitando nel thriller della NBC Trapped Beneath the Earth. Debutta al cinema nel film La piccola principessa, mentre il suo primo ruolo da protagonista sul grande schermo arriva nel 2000, quando interpreta Sydney Miller nel film Un tuffo nel passato. Dall'età di sei anni compare inoltre in molti spot pubblicitari. In seguito ha partecipato a numerosi altri film tra cui Amori & incantesimi, Il mondo perduto - Jurassic Park, Verità apparente. Nel 2005 recita al fianco di Daniel Day-Lewis in La storia di Jack & Rose, nello stesso anno recita nel film indipendente The Chumscrubber.
È stata protagonista, al fianco di George Clooney di uno spot televisivo per la Nespresso. Nel 2006 recita nel film Chiamata da uno sconosciuto, remake di un omonimo film del 1979. Nel 2008 è co-protagonista, al fianco di Steven Strait, in 10.000 A.C., film epico di Roland Emmerich. Nel 2009 compare sul grande schermo, affiancata da Chris Evans e Dakota Fanning, nel film Push. Nel 2010 recita insieme a Kevin Spacey nel film Professione inventore e nel 2011 interpreta Nora nel film From Prada To Nada, una rivisitazione in salsa messicana del romanzo di Jane Austen Ragione e sentimento. Sempre nel 2011 recita nella parte di Melissa in Breakaway, una commedia sportiva indo-canadese.
Nel 2012 recita nel film Open Road insieme a Andy García. Nel 2013 partecipa al film americano Cavemen con protagonista Skylar Astin. Inoltre prende parte al film argentino Amapola, basato sulla commedia shakespeariana Sogno di una notte di mezza estate. Belle entra anche nel cast di The American Side, un film poliziesco di Jenna Ricker con Greg Stuhr. Durante il 2015 Camilla appare insieme a Scott Eastwood nel film canadese Diablo di Lawrence Roeck.
Nei primi mesi del 2016 esce dopo 4 anni di sviluppo il film Sundown di Fernando Lebrija che racconta le vicende di alcuni ragazzi andati in Messico per uno "Spring Break" che va a finire male. Entra quindi a far parte di una produzione organizzata dall'università del cinema californiana e l'associazione artistica di beneficenza "The Art Of Elysium", partecipando alle riprese del film The Mad Whale, in cui recita insieme a James Franco; la storia è ambientata nel 1890 in un manicomio femminile dove le donne sono chiamate a interpretare un'opera teatrale ispirata al romanzo Moby Dick.

### Altre apparizioni
Camilla Belle ottiene presenza anche in campo pubblicitario e su diverse riviste di moda come Elle, GQ e Vogue. Ha preso parte ad uno degli spot per Nespresso con George Clooney. Anche in campo musicale Belle è presente nel video di Love Bugs dei Jonas Brothers (2009), in seguito la vediamo nella clip musicale "Shera di Kaum" del cantante indiano Akshay Kumar e il dj Ludacris realizzato per il film Breakaway (2011). Nel gennaio 2011 Camilla Belle partecipa ad una sfilata di Alberta Ferretti svoltasi a Firenze per l'evento di moda maschile Pitti uomo; nel settembre dello stesso anno ritorna in Italia per l'inaugurazione del museo di Gucci a Firenze.

## Filmografia

### Cinema
- Madre a tutti i costi (Empty Cradle), regia di Paul Schneider - film TV (1993)
- La donna dai due volti (Deconstructing Sarah), regia di Craig R. Baxley - film TV (1994)
- La piccola principessa (A Little Princess), regia di Alfonso Cuarón (1995)
- Le nuove avventure di Annie (Annie: A Royal Adventure!), regia di Ian Toynton - film TV (1995)
- La mia peggiore amica 2 (Poison Ivy II), regia di Anne Goursaud (1996)
- Il mondo perduto - Jurassic Park (The Lost World: Jurassic Park), regia di Steven Spielberg (1997)
- The Patriot, regia di Dean Semler (1998)
- Amori & incantesimi (Practical Magic), regia di Griffin Dunne (1998)
- Secret of the Andes, regia di Alejandro Azzano (1999)
- Un tuffo nel passato (Rip Girls), regia di Joyce Chopra - film TV (2000)
- Verità apparente (The Invisible Circus), regia di Adam Brooks (2001)
- Ritorno al giardino segreto, regia di Michael Tuchner (2001)
- La storia di Jack & Rose (The Ballad of Jack and Rose), regia di Rebecca Miller (2005)
- The Chumscrubber, regia di Arie Posin (2005)
- The Quiet - Segreti svelati (The Quiet), regia di Jamie Babbit (2005)
- Chiamata da uno sconosciuto (When a Stranger Calls), regia di Simon West (2006)
- The Trap, regia di Rita Wilson (2007)
- 10.000 AC (10.000 B.C.), regia di Roland Emmerich (2008)
- Push, regia di Paul McGuigan (2009)
- À deriva, regia di Heitor Dhalia (2009)
- Professione inventore (Father of Invention), regia di Trent Cooper (2010)
- Dirty Dancing 3: Capoeira Night (2010) - Cortometraggio
- From Prada to Nada, regia di Angel Gracia (2011)
- Breakaway, regia di Robert Lieberman (2011)
- Open Road, regia di Marcio Garcia (2012)
- Zero Hour, regia di Dan Carrillo (2012) - Cortometraggio
- Cavemen, regia di Herschel Faber (2013)
- Amapola, regia di Eugenio Zanetti (2014)
- Bald, regia di Felipe Torres Urso (2014) - Cortometraggio
- The American Side, regia di Jenna Ricker (2014)
- Diablo, Regia di Lawrence Roeck (2015)
- Sundown, regia di Fernando Lebrija (2016)
- The Mad Whale, regia Sonia Guggenheim, David Breschel (2017)
- Carter (Kateo), regia di Byeong-gil Jeong (2022)

### Televisione
- Madre a tutti i costi (Empty Cradle) – film TV, regia di Paul Schneider (1993)
- Trouble Shooters: Trapped Beneath the Earth - film TV, regia di Bradford May (1993)
- La donna dai due volti (Deconstructing Sarah) – film TV, regia di  Craig R. Baxley (1994)
- Le nuove avventure di Annie (Annie: A Royal Adventure!) - film TV, regia di Ian Toynton (1995)
- La notte degli sciacalli (Marshal Law) – film TV , regia di Stephen Cornwell (1996)
- Walker Texas Ranger - serie TV, episodio 7x05 (1998)
- Senza papà (Replacing Dad) - film TV, regia di Joyce Chopra (1999)
- Un tuffo nel passato (Rip Girls) - film TV, regia di Joyce Chopra (2000)
- Ritorno al giardino segreto (Back to the Secret Garden), regia di Michael Tuchner (2001)
- Dollface - serie TV, episodio 1x02 (2019)
- Law & Order: Organized Crime – serie TV, 22 episodi (2022-in corso)

## Premi e riconoscimenti
- Nomination ai Young Artist Awards 1999: Miglior attrice giovane non protagonista per Amori & incantesimi

## Doppiatrici italiane
Nelle versioni in italiano nelle opere in cui ha recitato, Camilla Belle è stata doppiata da:
- Chiara Gioncardi in 10.000 A.C., Push, From Prada to nada
- Valentina Mari in Chiamata da uno sconosciuto, Topolino strepitose avventure
- Federica De Bortoli in Professione inventore, The Chumscrubber
- Eleonora De Angelis in The Quiet - Segreti svelati
- Francesca Rinaldi in La storia di Jack e Rose
- Myriam Catania in Law & Order: Organized Crime